# Buntu (Kejajar)
Buntu is een bestuurslaag in het regentschap Wonosobo van de provincie Midden-Java, Indonesië. Buntu telt 2358 inwoners (volkstelling 2010).